# Cryptocarya angustifolia
Cryptocarya angustifolia là loài thực vật có hoa trong họ Nguyệt quế. Loài này được E.Mey. ex Meisn. miêu tả khoa học đầu tiên năm 1864.